# ブラディ・サンデー
『ブラディ・サンデー』（Bloody Sunday）は、北アイルランド紛争における「血の日曜日事件」（1972年）を扱った、2002年の映画作品である。
グラナダ・テレビジョンによってテレビ映画として製作されたものであるが、2002年1月16日にサンダンス映画祭でプレミア上映され、1月25日にITVで放送された。また、1月25日よりロンドンの一部の劇場でも上映された。監督・脚本はポール・グリーングラスである。

## キャスト
- ジェームズ・ネスビット - アイヴァン・クーパー
- サイモン・マン - デレク・ウィルフォード（英語版）
- ティム・ピゴット＝スミス - フォード少将
- ニコラス・ファレル（英語版） - マクレラン准将
- アラン・ギルディア - ケヴィン・マコーリー
- ジェラード・クロッサン - エイモン・マッキャン（英語版）
- メアリー・モールズ - バーナデッド・デブリン（英語版）
- カーメル・マカリオン - ブリジット
- デヴィッド・クレイトン・ロジャーズ（英語版） - デニス

## 評価
映画は批評的に成功した。サンダンス映画祭では観客賞、ベルリン国際映画祭では金熊賞（『千と千尋の神隠し』と同時）、さらにディナールイギリス映画祭では作品賞を受賞した。